# Меркитасиха
Меркитасиха — посёлок в муниципальном округе Первоуральск Свердловской области России, остановочный пункт Свердловской железной дороги. 

## География
Посёлок Меркитасиха расположен в истоке одноимённой реки (правого притока реки Плюснихи, впадающей в реку Чусовую), неподалёку от реки Утки, у северной оконечности хребта Киргишанский Увал. Посёлок находится в 42 километрах (по дорогам в 50 километрах) к западо-северо-западу от города Первоуральска. В Меркитасихе имеется одноимённый остановочный пункт Свердловской железной дороги (участок Пермь — Екатеринбург, 1718 км, перегон Сабик — Кузино).

## Связь
В Меркитасихе имеется сотовая связь «Ростелеком». Также имеется спутниковый телефон-автомат.

## Население
| 2002 | 2010 |
| ---- | ---- |
| 47   | ↘44  |